# Burning Zone – Expedition Killervirus
Burning Zone – Expedition Killervirus ist eine US-amerikanische Serie, die erstmals im September 1996 auf UPN ausgestrahlt wurde. Ab 1998 war sie in Deutschland auf RTL zu sehen. Die Handlung dreht sich um ein Team aus Wissenschaftern und Sicherheitsexperten, die sich mit Epidemien beschäftigen, deren Ursprung erforschen, und versuchen ein Heilmittel zu finden.

## Hintergrund
Der Direktor der Gesundheitsbehörde stellt ein Team zusammen, um ein mutiertes Virus zu erforschen und vor allem zu bekämpfen. Das Einsatzteam für biologische Krisenabwehr wurde auf besondere Verfügung des Weißen Hauses gebildet und bekommt in der zweiten Folge ihren Teamchef zugewiesen. Das Team besteht aus:
Dr. Daniel Cassian (Michael Harris): Er tritt erst ab der zweiten Folge auf, und ist der Leiter des Teams. Er entscheidet, wann und wo das Team den nächsten Auftrag hat, muss sich aber vor einem Gremium des Verteidigungsministeriums der Vereinigten Staaten verantworten, welches auch Aufgaben zuweisen kann. Spezialisiert ist er auf Katastrophen, die einen chemischen oder biologischen Ursprung haben.
Dr. Edward Marcase (Jeffrey Dean Morgan): Er ist Virologe. Seine Eltern waren ebenfalls Ärzte, die am Ebolavirus erkrankt und daran gestorben sind. Er hat die Krankheit als Kind überlebt und ist fortan bei Verwandten aufgewachsen. Dadurch, dass er schon einmal eine schwere Krankheit überlebt hat, ist er leichtsinnig geworden und geht oft unnötige Risiken ein. Er verlässt nach elf Folgen das Team.
Dr. Kimberly Shiroma (Tamlyn Tomita): Sie ist Spezialistin für Pathologie und Molekulargenetik. Zuvor hat sie für die Weltgesundheitsorganisation gearbeitet. Sie ist ab Folge zwölf nicht mehr dabei.
Michael Hailey (James Black): Der frühere Elitesoldat ist der Sicherheitsexperte und gehört zum Militärischen Abschirmdienst. Er kümmert sich um die Ermittlungen und um die Sicherheit der Ärzte, sollten sie in Gefahr sein.
Dr. Brian Taft (Bradford Tatum): Er kommt als Ersatz für Edward und Kimberly ins Team und ist ein junger, erfindungsreicher Arzt, der sich eine jugendliche Unbeschwertheit bewahrt hat.

## Handlung
Dr. Reinhard gründet ein Team, um an einem Gegenmittel für ein Virus zu arbeiten, das alle anderen Viren immun gegen Gegenmittel macht. Kimberly ist am Anfang sehr abweisend Edward gegenüber. Sie ist der festen Überzeugung, ihr Verlobter sei umsonst gestorben und der gegen Ebola immune Edward trage Mitschuld an seinem Tod. Später klären die beiden die Situation, doch richtig freundschaftlich wird ihre Beziehung erst später.
Ab der zweiten Folge hat das Team einen neuen Leiter, Dr. Daniel Cassian. Vor allem Edward ist Daniel gegenüber kritisch eingestellt. Er traut ihm nicht und befürchtet, dass Daniel im Hintergrund viel mehr Informationen hat, als er dem Team mitteilt. Trotz allem kann das Team den ersten Auftrag erfolgreich absolvieren und rettet einem infizierten Jungen, und dem ebenfalls infizierten Edward das Leben.
Später erfährt man mehr über Daniel. Als er von einem Angreifer mit einem Virus infiziert wird, rettet ihm eine alte Bekannte das Leben. Er hatte sie zurückgelassen im Glauben, dass sie gestorben sei. Doch sie hat überlebt und wurde Heilerin im Dschungel. Sie hört, dass sein Leben in Gefahr ist und kommt, um Daniel zu retten. Doch ihre Liebe hat keine Chance und sie trennen sich erneut.
Daniels Nichte ist schwer an Krebs erkrankt und fällt auf einen Scharlatan herein. Edward täuscht die Symptome einer Krankheit vor, bzw. er erzeugt sie bewusst, um auf das abgeschirmte Gebiet Zutritt zu bekommen. Michael und Kimberly begleiten ihn zur Sicherheit. Edward kann Rebecca davon überzeugen, dass der Scharlatan ihr nicht wirklich helfen kann und sie sich erneut einer Chemotherapie unterziehen muss.
Ab Folge zwölf sind Edward und Kimberly nicht mehr im Team. Dafür kommt Brian hinzu.

## Episodenliste
| Episode | Originaltitel                        | Deutscher Titel                | Erstausstrahlung (UPN) | Erstausstrahlung (RTL) |
| ------- | ------------------------------------ | ------------------------------ | ---------------------- | ---------------------- |
| 01      | Pilot                                | Der Schrecken aus der Urzeit   | 3. September 1996      | 20. Januar 1998        |
| 02      | The Silent Tower                     | Zum Wahnsinn verurteilt        | 17. September 1996     | 27. Januar 1998        |
| 03      | St. Michael’s Nightmare              | Der Scharlatan von St. Michael | 17. September 1996     | 3. Februar 1998        |
| 04      | Armes of Fire                        | Flammen des Körpers            | 24. September 1996     | 10. Februar 1998       |
| 05      | Night Flight                         | Tödliche Reise                 | 1. Oktober 1996        | 17. Februar 1998       |
| 06      | Lethal Injection                     | Botschaft aus dem Jenseits     | 15. Oktober 1996       | 24. Februar 1998       |
| 07      | Touch Of The Dead                    | Der Hauch des Todes            | 29. Oktober 1996       | 3. März 1998           |
| 08      | Hall Of The Serpent                  | Der Tempel der Schlange        | 12. November 1996      | 31. März 1998          |
| 09      | Blood Convenant                      | Tödliches Blut                 | 19. November 1996      | 7. April 1998          |
| 10      | Faces In The Night                   | Ein mörderischer Mond          | 26. November 1996      | 10. März 1998          |
| 11      | Midnight Of The Carrier              | Die Wunderwaffe                | 7. Januar 1997         | 14. April 1998         |
| 12      | Critical Mass                        | Kosmisches Gift                | 28. Januar 1997        | 21. April 1998         |
| 13      | Death Song                           | Diagnose: Knochenbruch!        | 4. Februar 1997        | 28. April 1998         |
| 14      | The Last Endless Summer              | Verseuchtes Wasser             | 11. Februar 1997       | 5. Mai 1998            |
| 15      | The Last Five Pounds Are The Hardest | Fatale Diät                    | 18. Februar 1997       | 12. Mai 1998           |
| 16      | Elegy For A Dream                    | Die Killer-Bakterien           | 29. April 1997         | 19. Mai 1998           |
| 17      | A Secret In The Neighborhood         | Die Zeitbombe                  | 6. Mai 1997            | 20. Mai 1998           |
| 18      | Wild Fire                            | Schwarze Perlen                | 13. Mai 1997           | 16. Mai 1998           |
| 19      | On The Wings Of Angels               | Auf Engelsflügeln              | 20. Mai 1997           | 2. Juni 1998           |